# NBA Live 08
NBA Live 08 é a edição lançada em 2007 da série NBA Live pela EA Sports. O jogo foi lançado para PlayStation 2, PlayStation 3, PlayStation Portable, Wii, Windows e Xbox 360. É o primeiro jogo a ser lançado simultaneamente para a geração atual de consoles.

## Lista de jogadores
- Greg Oden, Portland Trail Blazers
- Kevin Durant, Seattle SuperSonics
- Al Horford, Atlanta Hawks
- Jeff Green, Seattle SuperSonics
- Yi Jianlian, Milwaukee Bucks
- Corey Brewer, Minnesota Timberwolves
- Brandan Wright, Golden State Warriors
- Spencer Hawes, Sacramento Kings
- Acie Law IV, Atlanta Hawks
- Thaddeus Young, Philadelphia 76ers
- Al Thornton, Los Angeles Clippers
- Rodney Stuckey, Detroit Pistons
- Nick Young, Washington Wizards
- Sean Williams, New Jersey Nets
- Marco Belinelli, Golden State Warriors
- Javaris Crittenton, Memphis Grizzlies
- Jason Smith, Philadelphia 76ers
- Morris Almond, Utah Jazz
- Aaron Brooks, Houston Rockets
- Arron Afflalo, Detroit Pistons
- Alando Tucker, Phoenix Suns
- Joakim Noah, Chicago Bulls
- Mike Conley, Memphis Grizzlies
- Josh McRoberts, Portland Trail Blazers
- Taurean Green, Portland Trail Blazers
- Julian Wright, New Orleans Hornets
- Jermareo Davidson,Charlotte Bobcats
- Wilson Chandler, New York Knicks
- Juan Carlos Navarro, Memphis Grizzlies
- Nick Fazekas, Dallas Mavericks
- Ramon Sessions, Milwaukee Bucks

## Personalidades
- Marv Albert- Play-by-play
- Steve Kerr- Color
- Ernie Johnson Jr.- NBA All-Star Game play-by-play
- Greg Anthony- NBA All-Star Game color

## Trilha sonora
- Aasim - Customer
- The Cool Kids - "88"
- Datarock - "Fa-Fa-Fa"
- DJ Jazzy Jeff feat. CL Smooth - "All I Know"
- DJ Vadim feat. Emo and Syrus - "Fear Feats"
- Dub Pistols feat. Terry Hall - "Running from the Thoughts"
- Eve - "Tambourine"
- Joss Stone - "Tell Me 'bout It"
- Kevin Michael feat. Wyclef Jean - "It Don't Make Any Difference To Me"
- Kid Beyond - "Mothership"
- KRS-One & Marley Marl - "Hip-Hop Lives"
- LCD Soundsystem - "Us v Them"
- Mark Ronson feat. Tiggers - "Toxic"
- Mr. J. Medeiros - "Silent Earth [Ohmega Watts Remix]"
- Stephen Marley - "Hey Baby"
- The D.E.Y. - "Get the Feeling"
- The Hives - "Well All Right!"
- Timbaland feat. Keri Hilson - "The Way I Are"
- Unklejam - "Love Ya"